# Thomas Kyd
Thomas Kyd (Londres, 3 de novembro de 1558 – Londres, 16 de julho de 1594) foi um dramaturgo inglês do teatro isabelino.

## Carreira
As evidências sugerem que na década de 1580 Kyd se tornou um importante dramaturgo, mas pouco se sabe sobre sua atividade. Francis Meres o colocou entre "nossos melhores para a tragédia" e Heywood em outro lugar o chamou de "Famous Kyd".
A The Spanish Tragedy foi provavelmente escrita em meados da década de 1580, com sua primeira performance em 23 de fevereiro de 1592 por Lord Strange's Men (uma companhia de atores). A primeira edição sobrevivente foi impressa em 1592; sendo o título completo, The Spanish Tragedie, Containing the lamentable end of Don Horatio, and Bel-imperia: with the pittifull death of olde Hieronimo. Foi indiscutivelmente a peça mais popular da "Era de Shakespeare" e estabeleceu novos padrões na construção eficaz do enredo e no desenvolvimento do personagem.
Thomas Kyd também traduziu o francês Robert Garnier para o inglês.

## Trabalhos
As datas de composição são aproximadas.
- Don Horatio (parcialmente existente na The First Part of Hieronimo, c. 1586)
- The Spanish Tragedy (c. 1587)
- The Householder's Philosophy (tradução, 1588)
- The Murder of John Brewen (panfleto, 1592)
- Fair Em (atribuída, c. 1590)
- Arden of Faversham (atribuída, 1592)
- Solyman and Perseda (atribuída, c. 1593)
- Cornelia (tradução de Robert Garnier, 1594)
- King Leir (atribuída, 1594)